# Ibisigo
Ibisigo (l. poj. igisigo) – gatunek rwandyjskiej poezji dworskiej, opiewający dzieje państwa oraz rodu panującego. Najstarsze ibisigo dotyczą panowania Ruganzu I Bwimby (według Alexisa Kagame 1312–1345). Szczególnie istotne dla dynastii utwory tego typu wchodzą w skład Kodeksu Ceremonialnego Dynastii (Ubwiru) i są przekazywane przez specjalnie do tego celów wyznaczonych recytatorów.
Podgatunkiem ibisigo jest Ubuczura-bwenge – wierszowane drzewo genealogiczne rodu panującego, podlegające – mimo niezmienności formy – stałej aktualizacji.
Stanowi istotne źródło do poznania dziejów Rwandy.